# أدولف فون راوش
أدولف فون راوش (بالألمانية: Adolf von Rauch)‏ هو شخصية أعمال ألماني، ولد في 22 أبريل 1798 في هايلبرون في ألمانيا، وتوفي بنفس المكان في 12 ديسمبر 1882.